# Sicherheitspolizei
Con Sicherheitspolizei o Sipo (Polizia di Sicurezza) veniva intesa, nella Germania nazista, la direzione delle due forze di polizia che si occupavano specificatamente della sicurezza del Reich sotto il profilo politico e criminale:
- Geheime Staatspolizei (Polizia segreta di stato, nota come Gestapo),
- Reichskriminalpolizei (Polizia criminale del Reich, nota come Kripo),

La direzione della Sipo era affidata a Reinhard Heydrich. 
In quanto forza di polizia, la Sipo rispondeva al Reichsführer-SS Heinrich Himmler.
La Sipo rimase attiva dal 1936 al 1939, anno in cui venne incomporata nel più grande Reichssicherheitshauptamt (RSHA -  ufficio centrale per la sicurezza del Reich). Negli anni successivi la sigla venne comunque usata per indicare l'insieme delle due polizie politico-criminali.